# آنتونیو ریموندو
آنتونیو ریموندو (انگلیسی: Antonio Raimondo؛ زادهٔ ۱۸ مارس ۲۰۰۴) بازیکن فوتبال است.
وی همچنین در تیم ملی فوتبال زیر ۱۸ سال ایتالیا بازی کرده‌است.

## دوران ملی
او در تیمی قرار داشت که در بازی‌های مدیترانه‌ای ۲۰۲۲ در وهران، الجزایر شرکت کرد. این مهاجم با زدن شش گل در پنج بازی، نقش مهمی در مبارزات آتزورینی ایفا کرد، زیرا ایتالیا در نهایت پس از باخت ۱-۰ مقابل فرانسه در بازی پایانی، مدال نقره را به دست آورد.